# Дубравица (Пожаревац)
Дубравица је насеље у Србији у општини Пожаревац у Браничевском округу. Према попису из 2022. било је 808 становника.
Насеље се налази при ушћу Велике Мораве у Дунав 12 km северозападно од Пожаревца. Лежи на ниској и алувијалној тераси, између ушћа Велике Мораве у Дунав и његовог десног рукавца Малог Дунава. Позната је по багерисању ушћа Велике Мораве и утовару великих количина шљунка у шлепове. У селу је развијено свињогојство и живинарство. За време Првог српског устанка била је трговачко насеље и место где је организован прелаз преко Дунава (Дубравичка скела). Истовремено је била значајна и скела на Морави. Преко Дубравице се обављао извоз свиња за Беч и Будимпешту. Изградњом железнице Београд—Пожаревац—Кучево она је изгубила ранији значај.
Дубравица се помиње као античко и средњовековно насеље под именом Маргум. Антички град Маргум био је смештен у атару села Дубравице, код старог корита Велике Мораве. На овој локацији, у раном средњем веку, је постојао град који се у изворима помиње као Моравије или Морава.

## Демографија
У насељу Дубравица живи 983 пунолетна становника, а просечна старост становништва износи 43,1 година (42,2 код мушкараца и 43,9 код жена). У насељу има 343 домаћинства, а просечан број чланова по домаћинству је 3,57.
Ово насеље је великим делом насељено Србима (према попису из 2002. године), а у последња три пописа, примећен је пад у броју становника.
|  |

| Демографија | Демографија | Демографија |
| Година      | Становника  | Становника  |
| ----------- | ----------- | ----------- |
| 1948.       | 1.796       |             |
| 1953.       | 1.935       |             |
| 1961.       | 1.830       |             |
| 1971.       | 1.735       |             |
| 1981.       | 1.606       |             |
| 1991.       | 1.521       | 1.321       |
| 2002.       | 1.225       | 1.414       |
| 2011.       | 1.037       |             |

| Етнички састав према попису из 2002.‍ | Етнички састав према попису из 2002.‍ | Етнички састав према попису из 2002.‍ | Етнички састав према попису из 2002.‍ | Етнички састав према попису из 2002.‍ |
| ------------------------------------ | ------------------------------------ | ------------------------------------ | ------------------------------------ | ------------------------------------ |
|                                      |                                      |                                      |                                      |                                      |
| Срби                                 | Срби                                 |                                      | 1.209                                | 98,69%                               |
| Црногорци                            | Црногорци                            |                                      | 4                                    | 0,32%                                |
| Хрвати                               | Хрвати                               |                                      | 3                                    | 0,24%                                |
| Румуни                               | Румуни                               |                                      | 2                                    | 0,16%                                |
| Муслимани                            | Муслимани                            |                                      | 2                                    | 0,16%                                |
| Мађари                               | Мађари                               |                                      | 1                                    | 0,08%                                |
| непознато                            | непознато                            |                                      | 3                                    | 0,24%                                |

| Година пописа     | 1948. | 1953. | 1961. | 1971. | 1981. | 1991. | 2002. |
| ----------------- | ----- | ----- | ----- | ----- | ----- | ----- | ----- |
| Број домаћинстава | 421   | 438   | 426   | 427   | 397   | 381   | 343   |

| Број чланова      | 1  | 2  | 3  | 4  | 5  | 6  | 7  | 8 | 9 | 10 и више | Просек |
| ----------------- | -- | -- | -- | -- | -- | -- | -- | - | - | --------- | ------ |
| Број домаћинстава | 64 | 73 | 41 | 48 | 49 | 32 | 26 | 9 | 1 | 0         | 3,57   |

| Пол    | Укупно | Неожењен/Неудата | Ожењен/Удата | Удовац/Удовица | Разведен/Разведена | Непознато |
| ------ | ------ | ---------------- | ------------ | -------------- | ------------------ | --------- |
| Мушки  | 506    | 114              | 325          | 49             | 15                 | 3         |
| Женски | 530    | 67               | 333          | 104            | 23                 | 3         |
| УКУПНО | 1.036  | 181              | 658          | 153            | 38                 | 6         |

| Пол    | Укупно                    | Пољопривреда, лов и шумарство | Рибарство                            | Вађење руде и камена | Прерађивачка индустрија       |
| ------ | ------------------------- | ----------------------------- | ------------------------------------ | -------------------- | ----------------------------- |
| Мушки  | 253                       | 81                            | 0                                    | 45                   | 18                            |
| Женски | 131                       | 61                            | 0                                    | 0                    | 15                            |
| УКУПНО | 384                       | 142                           | 0                                    | 45                   | 33                            |
| Пол    | Производња и снабдевање   | Грађевинарство                | Трговина                             | Хотели и ресторани   | Саобраћај, складиштење и везе |
| Мушки  | 23                        | 8                             | 19                                   | 2                    | 33                            |
| Женски | 1                         | 2                             | 17                                   | 2                    | 1                             |
| УКУПНО | 24                        | 10                            | 36                                   | 4                    | 34                            |
| Пол    | Финансијско посредовање   | Некретнине                    | Државна управа и одбрана             | Образовање           | Здравствени и социјални рад   |
| Мушки  | 0                         | 0                             | 7                                    | 5                    | 1                             |
| Женски | 0                         | 0                             | 5                                    | 7                    | 13                            |
| УКУПНО | 0                         | 0                             | 12                                   | 12                   | 14                            |
| Пол    | Остале услужне активности | Приватна домаћинства          | Екстериторијалне организације и тела | Непознато            | Непознато                     |
| Мушки  | 4                         | 0                             | 0                                    | 7                    | 7                             |
| Женски | 5                         | 0                             | 0                                    | 2                    | 2                             |
| УКУПНО | 9                         | 0                             | 0                                    | 9                    | 9                             |